# Stor flugbagge
Stor flugbagge (Cantharis fusca) är en skalbagge i familjen flugbaggar.

## Kännetecken
Stor flugbagge har en längd på mellan 11 och 15 millimeter. Täckvingarna är svarta och ryggskölden är röd med en svart fläck som når framkanten. Låren är helt svarta till skillnad från den liknande arten Cantharis rustica. Larverna är svarta och sammetshåriga.

## Levnadssätt
Både larverna och de vuxna skalbaggarna är rovdjur. Man kan se de vuxna skalbaggarna på blommor där de jagar insekter eller äter pollen och nektar. Larverna jagar insekter, maskar, snäckor och liknande i markskiktet. Ibland kan larverna ses i stort antal på snö då de tvingas upp ur marken av smältvattnet. De brukar kallas för snömaskar.